# جون كينغ (منافس ألعاب قوى)
جون كينغ (بالإنجليزية: John King) هو منافس ألعاب قوى بريطاني، ولد في 13 فبراير 1963.

## وصلات خارجية
- جون كينغ على موقع أوليمبيديا (الإنجليزية)
- جون كينغ على موقع اللجنة الأولمبية البريطانية (الإنجليزية)